# Kalyan
Kalyan (marathi कल्याण) és una ciutat del districte de Thane a Maharashtra, capital d'una taluka o tehsil i d'una municipalitat i part d'una corporació municipal junt amb Domvibali o Dombivli (Kalyan-Dombivali). Està situada prop de Bombai (Mumbai) i considerada part del Gran Bombai (Greater Mumbai) junt amb Navi Mumbai i les ciutats de Bhiwandi i de Thane. La població de la corporació municipal Kalyan-Dombivali al cens del 2001 és d'1.193.266 habitants.

## La ciutat
Kalyan està dividida en dues parts: Est i Oest connectades per Patripul. Kalyan East abraça Lok Vasahat (Lok Gram, Lok Dhara i Lok Vatika), Patripul Slum Area, Chakki Naka, Sastri Nagar, Chetna, AmarDeep Colony, Tata Power, Sunrise Valley, Anmol Garden Complex, Nandivili, Netivali Area, Chinchpada, Hanuman Nagar, Katemanivali, Anandwadi, Milind nagar, Kailash Nagar, Kolsewadi, Vijaynagar, Tisgaon, Siddhartha Nagar, Karpewadi, New Jimmy Baug, Dr Nair Wadi, Patripool. Kalyan West abraça Station Area (Nehru Chowk), Laxmi Vegetable Market, Rambaug, Shivaji Chowk, Bail Bazar, Shankar Rao Chowk, Ahilyabai Chowk, Tilak Chowk,Bazar Peth, Gandhi Chowk, Parnaka, Dudhnaka, Sahajanand Chowk, Agra Road, Lal Chowki, Adharwadi, Durgadi Area, Murbad Road, syndicate,Ramdas wadi,Pournima Talkies, Chikanghar, Karnik Road, Kala Talao, Rambaug Lane (0,1,2,3,4,5,6), Joshibaug, Khadak Pada, Birla College Road, Beturker Pada, Thangewadi, Ramdaswadi, Gandhari, Vayale Nagar, Mhasoba Maidan, Sahyadri Nagar, Godrej Hills Area, i part de Shahad. La vella Kalyan està formada principalment per Shivaji chowk, Kumbhar wada, Ahilyabai chowk, Gandhi chowk, Tilak chowk, Parnaka i Dudhnaka, Agra road, Lalchowki i Durgadi Fort.
La propera vila de Nevali està proposada com a seu del segon aeroport internacional de Bombai, al lloc d'un antic aeròdrom.

## Història
Kalyan ja era un port fa dos mil anys, si bé modernament fou eclipsada per Bombai. Hi van governar els mauryes i guptes i després fou part del principat de Konkan vassall dels yadaves de Deogiri. Hi ha nombroses restes d'aquestos períodes a l'entorn de la ciutat. Segons el Periplus, Kalyan va adquirir importància al final del segle ii, i Cosme Indicopleustes, al segle vi, l'esmenta com un dels cinc principals mercats de l'Índia occidental i seu d'un rei poderós que comerciava amb diversos objectes i productes. Des del 530 o 535 fou seu d'un bisbat nestorià dependent de les esglésies d'Assíria i Caldea a Mesopotàmia llavors sota domini sassànida i que utilitzaven el pahlavi com a llenguatge litúrgic, Inscripcions en pahlavi apareixen a Konkan, Tulu Nadu i la costa Malabar. És discutit si fou teatre de l'activitat missionera de San Bartolomé.
Després que els khalji de Delhi van saquejar Deogiri, els yadaves van fugir al Konkan i van establir la seva base a Mahikawati, moderna Mahim, i Kalyan fou part de l'efímer estat yadava de Mahikawati, que finalment fou conquerit pels musulmans, i es van establir petits principats a tota la costa. Kalyan fou rebatejada Islamabad.
El papa Joan XX d'Avinyó va enviar un grup de missioners a la cort mongola a Khanbalik (Pequín o Beijing) dirigits pel dominicà Fray Giordano (conegut com a Jordanus) i en el camí van trobar un sacerdot, Demetri, del Caucas, amb el que van viatjar cap a Àsia del sud per ajudar els cristians nestorians de la zona que estaven sent pressionats pels musulmans. Jordanus va deixar als seus companys a Kalyan i va anar al nord cap al Gujarat i en la seva absència el governador musulmà de Thaneva exigir als missioners la seva conversió a l'islam que fou lògicament refusada per loq ue van ser executats (1321). Els nestorians locals van recollir les seves restes i les van enterrar; quan el sultà de Gujarat se'n va assabentar va cridar al governador de Thane a la seva presència i fou executat per perdjudicar el comerç internacional. Quan un altre missioner, Odoric de Pordenone va visitar Thane el 1324-1325, va recollir les restes dels assassinats i les va portar a la Xina; considerats màrtirs foren canonitzats per Lleó XIII sent els sants Tomàs Tolentí, Jaume de Pàdua, Pere de Siena i Demetri de Tbilissi.
El 1536 fou ocupada temporalment pels portuguesos però com que no hi van deixar guarnició, Gujarat la va recuperar. Posteriorment Kalyan va passar a mans del sultanat d'Ahmednagar (rebent el nom de Gulshanabad). Els portuguesos van tornar el 1570 i la van saquejar fent molt de botí, i en aquest temps semble que pertanyia a Ahmednagar, però més tard va passar al sultanat de Bijapur, i finalment a l'Imperi Mogol sota Shah Jahan al segle VII. L'emperador va fortificar la ciutat.
El 1648 el general de Sivaji, Abaji Son Deo, va sorprendre Kalyan i va fer presoner al seu governador. Els mogols la van recuperar el 1660, però la van tornar a perdre davant els marathes el 1662. El 1674 Sivaji va concedir als britànics el dret a establir una factoria. Els marathes li van retornar el seu nom de Kalyan i en van fer un dels seus centres, ja que els garantia l'accés a Bombai i la costa occidental. Kashi Bai, l'esposa del peshwa Baji Rao I, va néixer a Kalyan.
El 1780 els marathes van tallar els subministraments a Bombai, i els britànics la van ocupar i la van incloure a la presidència de Bombai.
Amb la independència fou part de la província de Bombai (1947-1950) i estat de Bombai (1950-1956), i el 1956 en la divisió dels estats per llengües va quedar dins el nou estat de Maharashtra.

## Llocs interessants
- Kaali Masjid, mesquita fundada per Akbar el Gran
- Fortalesa de Durgadi(किल्ले दुर्गाडी)
- Campament militar
- Estació
- Ponts
- Tanc d'aigua de Shenali, construït el 1505
- Tomba de Motabar Khan, ministre de Shah Jahan, enviat desterrat a Kalyan per Aurangzeb
- Sis altres mesquites a part de la Kali Masjid